# Gare de Feuguerolles - Saint-André
Gare de Feuguerolles - Saint-André vasútállomás Franciaországban, Feuguerolles-Bully településen.

## Vasútvonalak
Az állomást az alábbi vasútvonalak érintik:
- Cean–Cerisy-Belle-Étoile-vasútvonal

## Kapcsolódó állomások
A vasútállomáshoz az alábbi állomások vannak a legközelebb: